# 米卡埃拉·纳瓦罗
米卡埃拉·纳瓦罗·加尔松（西班牙語：Micaela Navarro Garzón，1956年9月2日—）是安达卢西亚出身的西班牙工人社会党女性政治人物，也是倡导性别平等，反对性别暴力的女权主义者。2014年至2016年担任西班牙工人社会党主席。2016年1月就任西班牙众议院第二副议长。

## 经历
出生于安达卢西亚哈恩省安杜哈尔。未接受过大学教育。是家庭主妇，也是2个女儿的母亲。
1994年加入西班牙工人社会党哈恩省分部执行委员会，1996年至2000年是西班牙参议院哈恩选区议员。2004年4月25日当选安达卢西亚政府平等与社会福利部部长。2008年至2016年担任安达卢西亚自治区政府议会哈恩选区民意代表。
2014年7月被任命为西班牙工人社会党主席，成为该党自成立以来的首位女性主席。